# Філіппо Боттіно
Філіппо Боттіно (італ. Filippo Bottino, 9 грудня 1888 — 18 жовтня 1969) — італійський важкоатлет.
Олімпійський чемпіон 1920 року в категорії понад 82,5 кг.